# Raïon de Niasvij
Le raïon de Niasvij (en biélorusse : Нясвіжскі раён, Niasvijski raïon) ou raïon de Nesvij (en russe : Несвижский район, Nesvijski raïon) est une subdivision de la voblast de Minsk, en Biélorussie. Son centre administratif est la ville de Niasvij.

## Géographie
Le raïon couvre une superficie de 862 km2, dans le sud-ouest de la voblast. Il est limité au nord par le raïon de Stowbtsy, à l'est par le raïon de Kapyl, au sud par le raïon de Kletsk, au sud-ouest par la voblast de Brest (raïon de Liakhavitchy et raïon de Baranavitchy) et au nord-ouest par la voblast de Hrodna (raïon de Karelitchy).

## Histoire
De 1921 au 17 septembre 1939, le territoire de l'actuel raïon de Niasvij faisait partie de la Pologne. Après l'invasion de la Pologne orientale par l'Armée rouge, il fut annexé par l'Union soviétique et rattaché à la république socialiste soviétique de Biélorussie. Le raïon de Niasvij fut créé le 15 janvier 1940. En janvier 1963, le raïon de Niasvij s'agrandit du territoire du raïon de Kletsk, qui avait été supprimé, mais qui fut rétabli en août 1966.

## Démographie
Les résultats des recensements de la population (*) font apparaître une diminution régulière de la population du raïon de Niasvij depuis 1959 :
Recensements (*) ou estimations de la population :
| 1959*  | 1970*  | 1979*  | 1989*  | 1999*  | 2009*  |
| ------ | ------ | ------ | ------ | ------ | ------ |
| 54 140 | 52 190 | 49 825 | 48 030 | 46 686 | 41 618 |

### Nationalités
Selon les résultats du recensement de 2009, la population du raïon se composait de quatre nationalités principales :
- 88,85 % de Biélorusses ;
- 5,28 % de Russes ;
- 4,0 % de Polonais ;
- 1,09 % d'Ukrainiens.

### Langues
En 2009, la langue maternelle était le biélorusse pour 82,63 % des habitants du raïon de Niasvij et le russe pour 15,35 %. Le biélorusse était parlé à la maison par 68,33 % de la population et le russe par 26,64 %.